# Batalla de Khalkhin Gol
La batalla de Khalkhin Gol (mongol: Халхын голын байлдаан; rus: бой на реке Халхин-Гол; jap ノモンハン事件 Nomon-Han Jiken;) va ser el combat decisiu de les no declarades guerres frontereres que tingueren lloc el 1939 entre la Unió Soviètica, Mongòlia i l'Imperi Japonès. La batalla va rebre aquest nom pel riu Khalkhin Gol, que travessa el camp de batalla. Al Japó se la coneix com a Incident de Nomonhan (japonès:ノモンハン事件, transliterat Nomonhan jiken), pel poble de Nomonhan, situat a la frontera entre Mongòlia i Manxúria. La batalla resultà en una derrota total pel Sisè Exèrcit Japonès.

## Rerefons
Després de l'ocupació de Manxúria, Japó fixà els seus interessos militars en els territoris fronterers soviètics. El primer gran incident fronterer entre Japó i la Unió Soviètica, la batalla del Llac Khasan, va tenir lloc el 1938 a Primorye. A la frontera de Manxúria eren habituals les batusses entre japonesos i soviètics.
El 1939, Manxúria era un estat titella japonès, conegut com a Manxukuo. Els japonesos mantenien que la frontera entre Manxukuo i la República Popular de Mongòlia era el riu Khalkhin, que desemboca al llac Buir. Pel seu costat, els mongols i els seus aliats soviètics mantenien que la frontera estava a 16 kilòmetres del riu, just a l'est del poble de Nomonhan.
El principal exèrcit d'ocupació a Manxukuo era l'exèrcit Kwantung japonès, que disposava de diverses de les millors unitats japoneses el 1939. Tot i això, la regió occidental de Manxukuo estava ocupada per la nova 23a divisió d'infanteria, amb base a Hailar, a les ordres del general Michitarō Komatsubara, que incloïen diverses unitats de guàrdies fronterers i manxús.
Les forces soviètiques consistien en el 57è Cos Especial, abans desplegat al Districte Militar Transbaikal, responsable de la defensa de la frontera entre Sibèria i Manxúria. Les tropes mongoles principalment consistien en brigades de cavalleria i unitats d'artilleria lleugera, i es demostraren com efectives i àgils, però els mancaven blindats i homes.
El 1939, el govern japonès envià instruccions a l'Exèrcit Kwantung perquè s'enfortís i fortifiqués les fronteres de Manxukuo amb Mongòlia i la Unió Soviètica. A més, l'exèrcit Kwantung, que havia estat estacionat a Manxúria durant molt de temps, lluny de les illes japoneses, s'havia convertit en una unitat molt autònoma i no necessitava cercar l'aprovació del govern japonès abans d'actuar agressivament contra els soviètics.

## Accions durant maig, juny i juliol

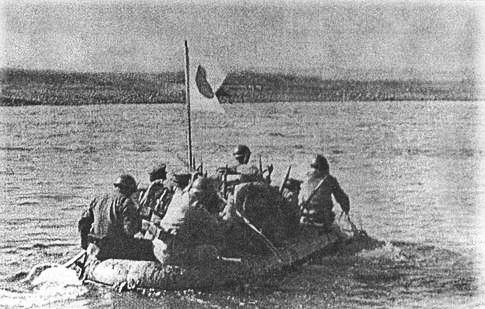
Soldats japonesos travessen el Kalkhin Gol.

L'incident s'inicià l'11 de maig de 1939. Una unitat de cavalleria mongola d'entre 70 i 90 homes havien entrat a la zona en disputa a la recerca de farratge per als seus cavalls. Aquell mateix dia, la cavalleria manxú atacà als mongols i els va fer recular fins al Khalkhin Gol. El 13 de maig, els mongols tornaren en un nombre major, i els manxús foren incapaços de fer-los recular.
El 14 de maig, el Rikugun Chūsa Yaozo Azuma encapçalà el regiment de reconeixement de la 23a divisió, amb el 64è regiment d'infanteria de reforç, a les ordres del Rikugun Taisa Takemitsu Yamagata; endinsant-se al territori, i els mongols es retiraren. Però les tropes mongoles i soviètiques tornaren a la regió en disputa, i la força d'Azuma també es va moure per evitar l'enfrontament. En aquesta ocasió, però, les coses van anar diferent, i les tropes soviètico-mongoles aconseguiren envoltar la força d'Azuma el 28 de maig i la destruïren. Azuma perdé 8 oficials i 97 homes, a més d'un oficial i 33 homes ferits, patint el 63% de les baixes totals. El comandant de les forces soviètiques i del Front de l'Extrem Orient era el Comandarm Grigori Ixtern des de maig de 1938.
Ambdós bàndols van augmentar les seves forces a la regió: ben aviat els japonesos disposaven de 30.000 homes al teatre. Els soviètics, pel seu costat, enviaren un nou comandant de Cos, el Comcor Gueorgi Júkov, qui arribà el 5 juny amb el I Grup d'Exèrcit, format principalment per tropes blindades i motoritzades. Juntament amb Júkov arribà el Comcor Iakov Smuixkevitx amb la seva unitat d'aviació.
El 27 de juny, els japonesos llançaren un atac aeri. La 2a Brigada Aèria Imperial atacà la base aèria soviètica de Tamsak-Bulak a Mongòlia. Els japonesos van guanyar aquest combat, però l'atac havia estat ordenat per l'Exèrcit Kwangtung sense rebre l'autorització del Quarter General de l'Exèrcit Imperial a Tokio. Per tal d'evitar que l'incident anés a majors ràpidament, i per Nomonhan fora de l'escalada bèl·lica, Tokio ordenà immediatament a la Força Aèria de l'Exèrcit Japonès que no llancés més atacs aeris.

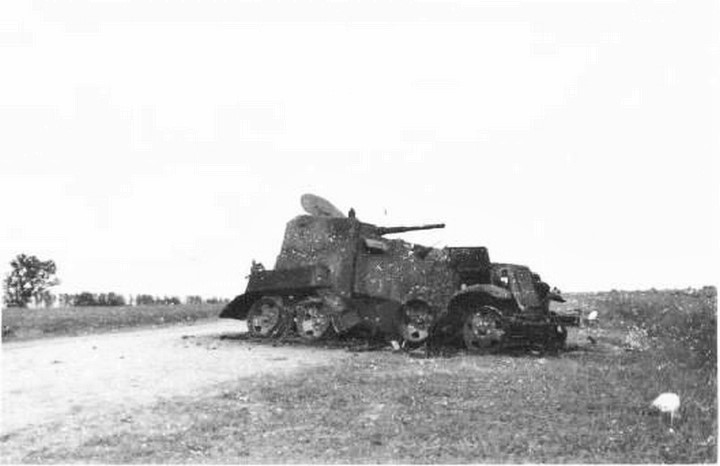
Vehicle blindat soviètic BA-10 destruït.
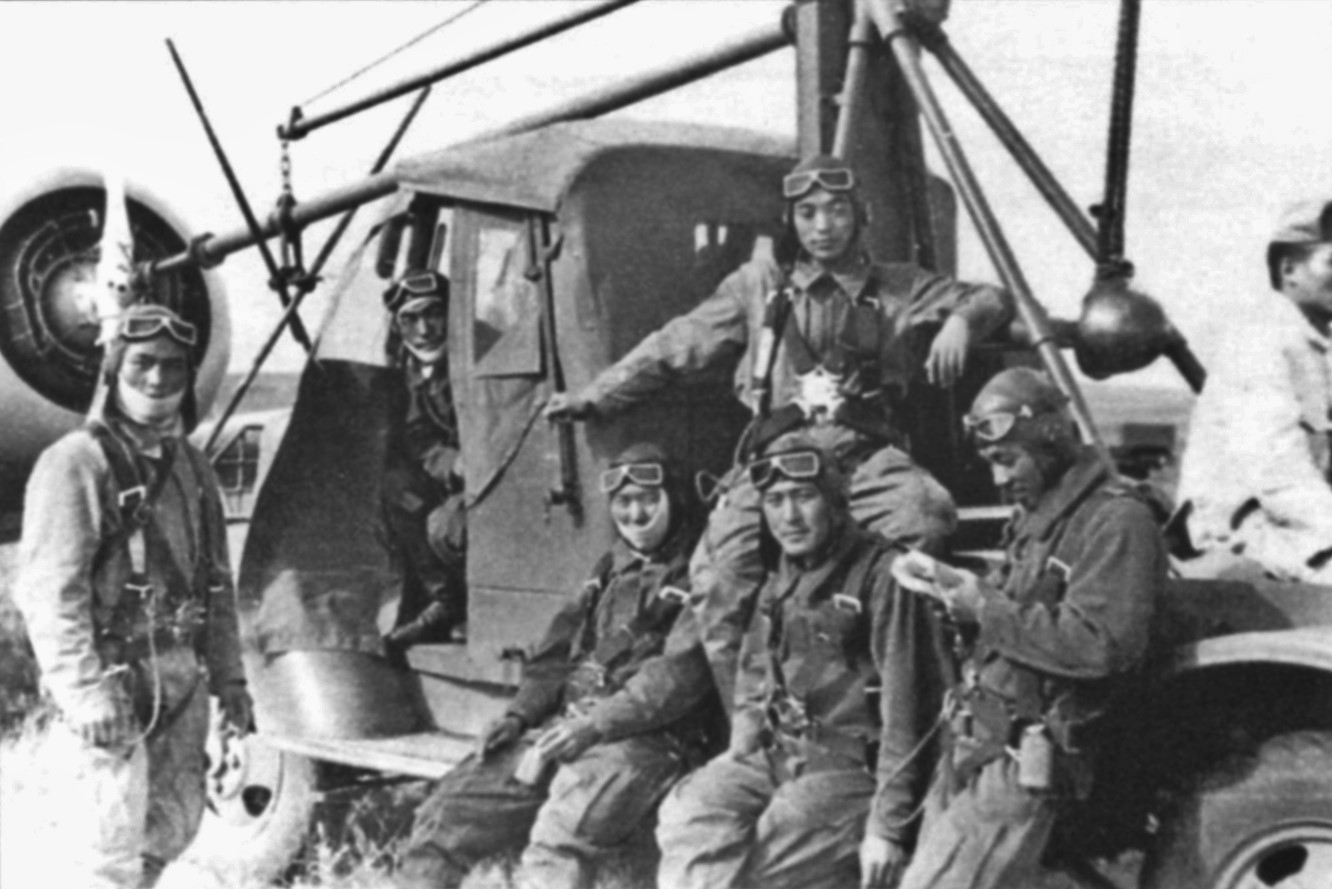
Pilots japonesos entre atacs
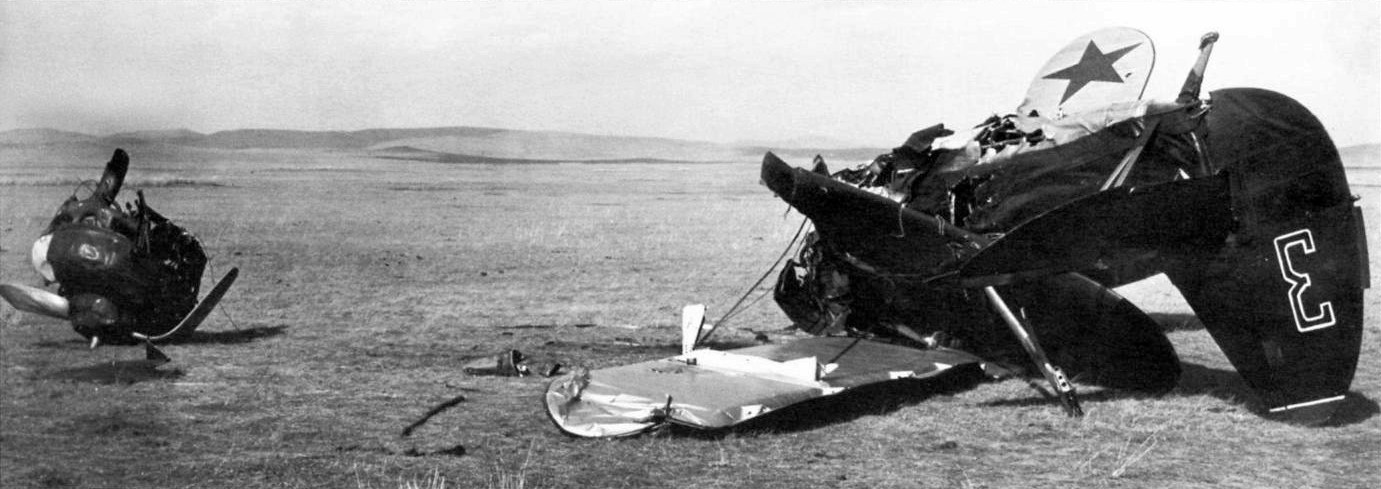
Avió soviètic destruït
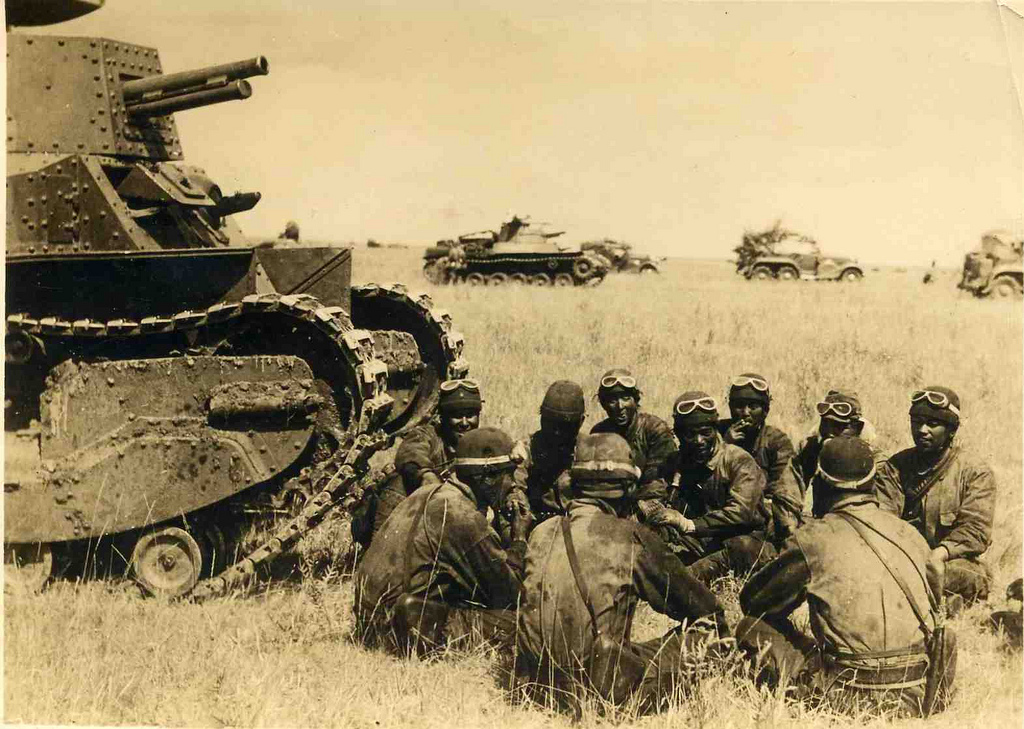
Tanquistes nipons al costat de tancs Tipus 89 Yi-Go

Durant el mes de juny van seguir els informes de l'activitat soviètica i mongol a ambdues ribes del riu proper a Nomonhan, així com d'atacs a petita escala sobre unitats manxús aïllades. A finals de mes, el Rikugun Chūjō Michitarō Komatsubara, comandant de la 23a Divisió d'Infanteria Imperial, va rebre permís per expulsar els invasors. Els pla japonès preveia un assalt en dues fases. Tres regiments i part d'un quart, incloent-ne tres de la 23a divisió (el 71è i el 72è regiments, reforçats per un batalló del 64è Regiment) i el 26è regiment del Rikugun Taisa Shinichiro Sumi, de la 7a Divisió d'Infanteria, avançarien pel Khalkhin Gol, destruint les forces comunistes al turó de Baintsagan a la riba oest, llavors girarien a l'esquerra i avançarien cap al sud fins al pont Kawatama. La segona fase de l'atac seria la tasca del 1r Cos Blindat Imperial (el Destacament Yasuoka), consistent en els regiments cuirassats 3r i 4t, a més de part del 64è regiment d'infanteria, un batalló del 28è regiment d'infanteria, el 24è regiment d'enginyers i un batalló del 13è regiment d'artilleria de camp, a les ordres del Rikugun Chūjō Yasuoka Masaomi. Aquesta força atacaria les tropes soviètiques a la riba est del Khalkhin Gol i al nord del riu Holsten. Finalment, les ales dels dos cossos japonesos es trobarien.
La Força Septentrional va tenir èxit en la travessa del Khalkhin, fent moure als soviètics des del turó Baintsagan, i avançant cap al sud per la riba oest. Tot i això, Júkov, tement l'amenaça, llançà un contraatac amb 450 tancs i vehicles blindats. La força blindada soviètica, malgrat no tenir suport d'infanteria, atacà als japonesos des de 3 costats i gairebé els encerclà. Els japonesos, amb l'inconvenient de només tenir un pont de pontons sobre el riu per portar subministraments (la major part del seu personal de ponts havia estat enviat al sud per ajudar en la guerra a la Xina), va veure's obligada a retirar-se, tornant a travessar el riu el 5 de juliol. Mentrestant, el 1e Cos Blindat del Destacament Yasuoka (la Força Sud) atacà la nit del 2 de juliol, movent-se en la foscor per evitar l'artilleria soviètica, situada als turons que cobrien la riba oest del riu. En els combats que seguiren, el Destacament Yasuoka perdé gairebé la meitat dels seus blindats, però no va poder trencar les línies soviètiques de la riba oriental i arribar al Pont Kawatama. Després d'un contraatac soviètic llançat el 9 de juliol, el Destacament Yasuoka va quedar desfet, el destacament va ser dissolt i Yasuoka va ser rellevat del comandament.

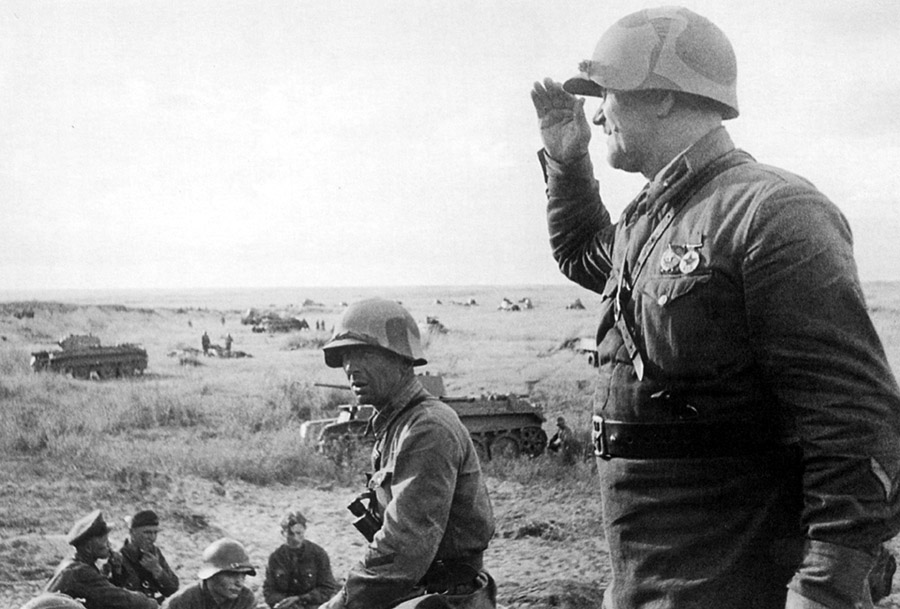
El Comandant del 149è Regiment de Fusellers abans de l'ofensiva.

Ambdós exèrcits continuaren lluitant durant dues setmanes més en un front de 4 km, entre la riba oriental del Khalkhyn Gol fins que es trobava amb el riu Holsten. Júkov, que tenia l'exèrcit a 750 km de la seva base de subministraments, reuní una flota de 2.600 camions per poder portar subministraments a les seves tropes, mentre que els japonesos patien dels mateixos problemes per una mancança semblant de transport motoritzat. El 23 de juliol, els japonesos llançaren un nou assalt a gran escala, enviant els regiments 64è i 72è contra les forces soviètiques que defensaven el pont Kawatama. L'artilleria japonesa reforçà l'assalt amb una gran pantalla artillera de dos dies de duració que consumí més de la meitat de la munició emmagatzemada. L'atac aconseguí alguns progressos, però fracassà en la seva temptativa de superar les línies soviètiques i arribar al pont. Els japonesos abandonaren l'atac el 25 de juliol a causa del seu alt nombre de baixes i de què no li quedaven reserves de munició. Havien patit unes 5.000 baixes fins aquells moments, però encara disposaven de 75.000 homes i de diversos centenars d'avions per fer front les forces comunistes. La batalla havia entrat en un punt mort.

## Agost: Júkov ataca
Els japonesos es reagruparen, preparant una tercera gran ofensiva contra els soviètics el 24 d'agost. Però com que les negociacions entre la Unió Soviètica i els governs francès i britànic s'estaven col·lapsant, i Polònia estava a punt de ser envaïda pels alemanys, Júkov planejava llançar la seva ofensiva el 20 d'agost, i expulsar els japonesos de la regió. Júkov reuní una gran força blindada formada per 3 brigades blindades (la 4a, la 6a i l'11a) i dues brigades mecanitzades (la 7a i la 8a, que eren unitats de vehicles blindats amb suport d'infanteria). Aquesta força estava situada a les ales esquerra i dreta soviètiques. En total, Júkov disposava de 3 divisions de fusellers, dos divisions blindades, dues brigades blindades, amb uns 498 BT-5 i BT-7 (tancs d'alta velocitat), dues divisions motoritzades i ales aèries amb uns 550 caces i bombarders per llançar contra els japonesos. Els mongols disposaves de dues divisions de cavalleria. L'Exèrcit Kwantung, en canvi, només disposava de dues divisions d'infanteria lleugera en el moment de l'atac, reunides al voltant de la 23a divisió d'infanteria del Rikugun Chūjō Michitarō Komatsubara, el quarter general del qual estava a Hailar, capital de Hsingan, a la província Manxú, a uns 150 km del lloc dels combats. El seu servei d'intel·ligència també fracassà en detectar l'escala de l'agrupament soviètic o l'objectiu de l'atac de Júkov.

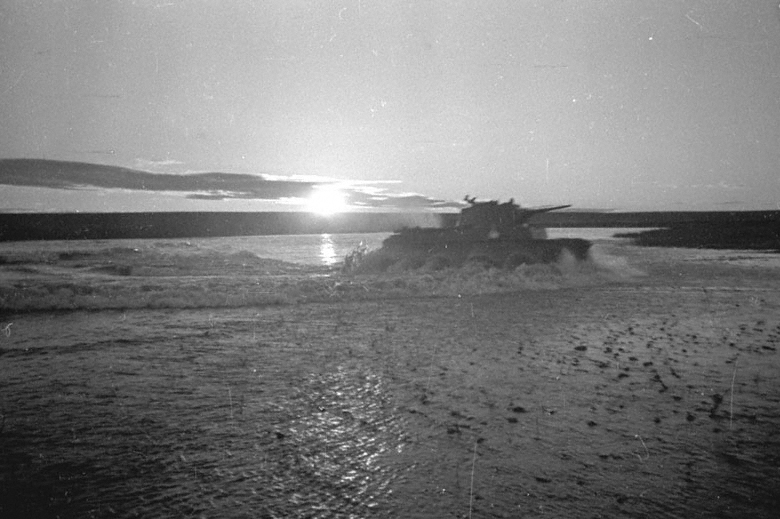
Tancs soviètics travessant el Khalkhin Gol.

Júkov decidí que ja era moment per trencar aquell punt mort. El 20 d'agost de 1939, a les 05:45 s'inicià un bombardeig d'artilleria, acompanyat per 557 caces i bombarders que atacaren les posicions japoneses, sent la primera ofensiva de caces i bombarders de la història de la Força Aèria Soviètica. Desplegant aproximadament 50.000 soldats soviètics i mongols del 57è Cos Especial per defensar la riba est del Khalkhin Gol, trabessaren el riu mateix dia 20 per atacar l'elit de les tropes japoneses amb 3 divisions d'infanteria, artilleria, una brigada blindada i els millors avions de la Força Aèria Soviètica. Un cop els japonesos quedaren clavats per l'avanç de les unitats centrals soviètiques, les unitats blindades les sobrepassaren pels flancs i atacaren als japonesos per la rereguarda, tallant les línies de comunicació, fent que els japonesos només poguessin llançar atacs desesperats (en les quals, com era tradició en l'Exèrcit Imperial Japonès, els oficials sovint encapçalaven les càrregues amb l'espasa a la mà, fos quin fos l'objectiu), aconseguint un clàssic doble envoltat. Quan les dues ales de l'atac de Júkov enllaçaren al poble de Nomonhan el dia 25, la 23a Divisió d'Infanteria Imperial quedà atrapada. El 26 d'agost, fracassà un contraatac japonès per rellevar la 23a divisió. El 27 d'agost, la 23a divisió intentà trencar el setge, però també fracassà. Quan les tropes encerclades rebutjaren rendir-se, Júkov tornà a atacar-les amb artilleria i aviació. Pel 31 d'agost, les restes de la divisió estaven al costat de la frontera que no reclamaven els soviètics, Júkov complí el que havia dit, "ni més, ni menys".
El comandant japonès, Michitaro Komatsubara, rebutjà acceptar el resultat de la batalla, i preparà una contraofensiva. Però aquesta va ser cancel·lada quan se signà un alto el foc a Moscou. Mentre Júkov completà l'expulsió dels agressors del territori soviètic, havien tingut lloc grans fets a milers de kilòmetres a l'est. L'èxit de Júkov a Nomonhan havia permès als soviètic donar llum verda a Ribbentropp, ministre d'exteriors alemany, que es trobava a Moscou el 23. El 24, nazis i soviètics signaren el seu pacte de no-agressió. L'endemà de la victòria de Júkov, amb els alemanys segurs de la posició soviètica per a l'Europa Oriental, Hitler llançà la seva invasió de Polònia l'1 de setembre de 1939, i la Segona Guerra Mundial començava a Europa. Els soviètics havien signat el Pacte Molotov-Ribbentrop, que permetia a la Unió Soviètica a ocupar la Polònia Oriental i que establís esferes d'influència a Finlàndia, Letònia i Estònia. Els soviètics i els japonesos signaren un alto el foc el 15 de setembre, que entrà en vigència l'endemà. Stalin, lliure de preocupacions d'un segon front a la seva frontera oriental, tenia les mans lliures per llançar-se sobre Polònia, que s'inicià el 17 de setembre.

## Després de la guerra
Tot i que aquest combat és poc conegut a l'oest, té profundes implicacions en el desenvolupament de la II Guerra Mundial. S'ha dit que va ser la primera batalla decisiva de la II Guerra Mundial, car determinà que les dues principals Potències de l'Eix, Alemanya i Japó, mai no podrien enllaçar geogràficament les seves àrees de control amb Rússia al mig. La derrota va convèncer a l'Estat Major Imperial a Tokio que la política del Grup d'Atac Nord, afavorida per l'Exèrcit, que volia endinsar-se a Sibèria fins al llac Baikal pels seus recursos, era insostenible. En canvi, el Grup d'Atac Sud, afavorit per la Marina, que volia atacar els recursos del Sud-est Asiàtic, especialment el petroli i les riqueses minerals de les Índies Orientals Neerlandeses, guanyava ascendència, portant directament a l'Atac a Pearl Harbor dos anys i mig després, al desembre de 1941. Els japonesos ja no tornarien a fer cap atac dirigit contra la Unió Soviètica. El 1941 ambdós països signarien acords respecte a les fronteres entre Mongòlia i Manxukuo i acordant la neutralitat entre ells. Van seguir en pau fins quan la Unió Soviètica declarà la guerra al Japó a l'agost de 1945, i atacà les forces imperials japoneses estacionades a Manxúria durant les darreres setmanes de la guerra.

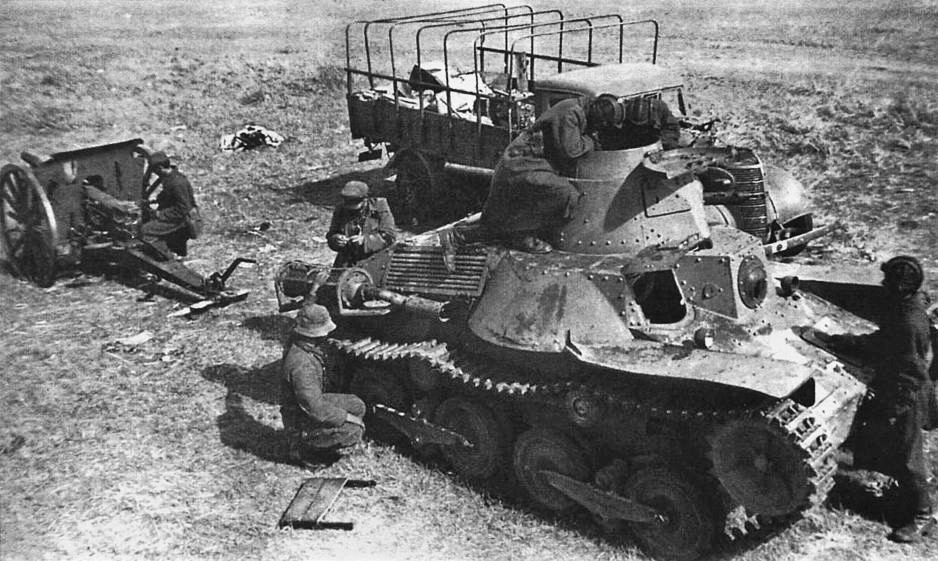
Tanc japonès tipus 95 Ha-Go, capturat per les tropes soviètiques després de la batalla de Khalkhin Gol.
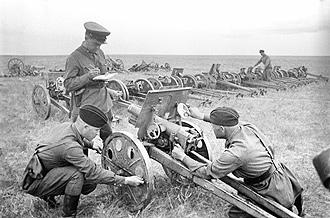
Canons japonesos capturats
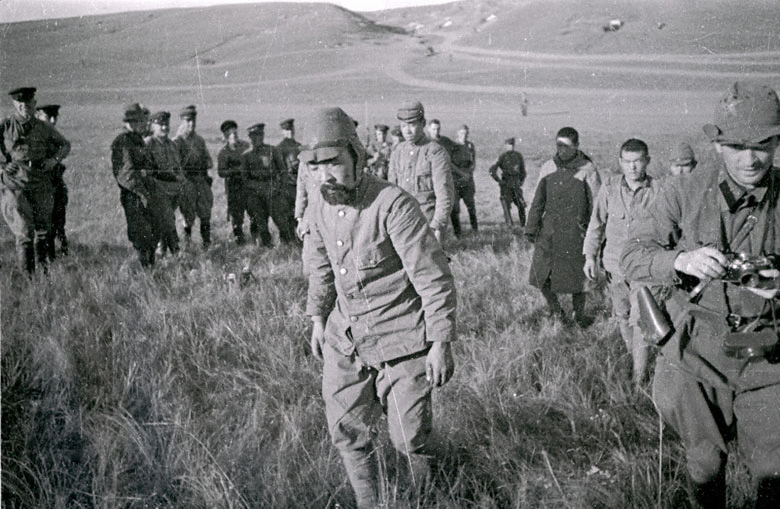
Soldats japonesos capturats

Aquesta va ser la primera victòria del qui aviat seria molt famós, el general Gueorgi Júkov, que li concediria el primer dels seus quatre títols d'Heroi de la Unió Soviètica. Els altres generals, Grigori Ixtern i Iakov Smuixkevitx, els papers dels quals no van ser menys importants, van rebre els seus títols d'Heroi després la Segona Guerra Mundial. El mateix Júkov va ser promogut i destinat a l'oest, al districte militar de Kíev. L'experiència de combat adquirida per Júkov va ser ben aprofitada al desembre de 1941 a la batalla de Moscou. Júkov va poder usar la seva experiència per llançar la primera contraofensiva d'èxit contra els alemanys des de la invasió de 1941. Moltes unitats siberianes i del Transurals formaren part del seu atac, i la decisió de moure les divisions des de Sibèria va ser recolzada per l'espia soviètic Richard Sorge a Tokio, que va poder alertar al govern soviètic que els japonesos estaven fixant-se cap al sud i que era molt difícil que llancessin una nova ofensiva contra Sibèria en un futur immediat. Un any després d'allunyar als alemanys de la capital, Júkov planejà i executà l'ofensiva de l'Exèrcit Roig a la batalla de Stalingrad, usant una tècnica molt semblant a la que havia emprat a Khalkhin Gol, en la qual les forces soviètiques van fer que l'enemic fixés les tropes enemigues al centre, construint una força d'atac sense ser detectada, i llançant un atac en pinça sobre les ales per atrapar l'exèrcit enemic.
Els japonesos, però, no van fer grans canvis, continuant subestimant els seus adversaris. Posant èmfasi en el coratge i la determinació del soldat individual per fer front a la mancança de poder de foc, protecció o xifres inferiors. Els problemes que van fer front a Khalkhin Gol, principalment el seu desplegament de només dues divisions d'infanteria lleugera i de dos regiments cuirassats, seguirien quan els americans i els britànics es recuperaren de les seves derrotes de finals de 1941 i inicis de 1942 i es llançaren a la conquesta de l'Imperi Japonès.
En el Tribunal Militar Internacional de l'Extrem Orient, 14 japonesos van ser acusats "d'haver iniciat una guerra d'agressió... contra la República Popular de Mongòlia a la zona del riu Khalkhin Gol", i també d'haver animat una guerra "en violació de la llei internacional" contra la Unió Soviètica. Kenji Doihara, Hiranuma Kiichirō i Seishirō Itagaki van ser considerats culpables.
La ciutat mongola de Choibalsan, a la aimag de Dornod, on va tenir lloc la batalla, està la localització del "Museu G.K. Júkov", dedicat a Júkov i a la batalla de 1939. A Ulaanbaatar, Mongòlia també hi ha el "Museu G.K. Júkov", amb informació sobre la batalla de Khalkhin Gol.